# Sporobolus wrightii
Sporobolus wrightii är en gräsart som beskrevs av Frank Lamson Scribner. Sporobolus wrightii ingår i släktet droppgräs, och familjen gräs. Inga underarter finns listade i Catalogue of Life.